# Sznyfin
Sznyfin – wieś w Polsce położona w województwie wielkopolskim, w powiecie poznańskim, w gminie Buk.

## Historia
W okresie Wielkiego Księstwa Poznańskiego (1815-1848) folwark wzmiankowany jako Sznyflin należał do wsi mniejszych w ówczesnym powiecie bukowskim, który dzielił się na cztery okręgi (bukowski, grodziski, lutomyślski oraz lwowkowski). Sznyflin należał do okręgu bukowskiego i stanowił część majątku Wojnowice, którego właścicielem był wówczas Edmund Raczyński. Według spisu urzędowego z 1837 roku folwark liczył 18 mieszkańców i 2 dymy (domostwa).
Pod koniec XIX wieś była folwarkiem Daków Mokrych i z 46 mieszkańcami podlegała pod tamtejszą parafię. Właścicielem był Bolesław Potocki z Będlewa.
W latach 1975–1998 miejscowość administracyjnie należała do województwa poznańskiego. Wspólne sołectwo Dobra-Sznyfin liczyło w 2013 roku 217 mieszkańców.